# سيلينة مستديرة الطرف
السيلينة مستديرة الطرف (باللاتينية: Silene obtusifolia) نوع نباتي يتبع جنس السيلينة من الفصيلة القرنفلية.

## الموئل والانتشار
موطنها المغرب العربي وإسبانيا.

## الوصف النباتي
أوراقها مستديرة الطرف، ومن هنا أتى الاسم.